# 두근두근 메모리얼
《두근두근 메모리얼》(일본어: ときめきメモリアル)은 일본 개발사 코나미가 제작한 일련의 연애 시뮬레이션 게임 시리즈이다. 1994년 PC 엔진 CD로 출시된 《두근두근 메모리얼》을 시작으로 4편의 넘버링, 4편의 '걸즈 사이드' 및 외전 게임이 출시됐으며, 그 외 만화, 애니메이션을 포함한 매체들로 구성됐다.
《두근두근 메모리얼》의 진행방식은 일정 계획, 데이트와 스탯 성장을 주축으로 설계된 비선형 게임플레이인 것이 특징이다. 플레이어는 제한된 기간 안에 상대방과의 관계를 다지고 호감을 얻어야 한다. 한 플레이당 게임 내 일반적인 고등학교 3년 교과과정을 거쳐 5–10시간 정도 걸리며, 결말부에서 가장 호감도가 높은 인물이 고백을 하게 된다.

## 게임 목록

### 본편
| 제목                                      | 출시연도 | 플랫폼 |
| ----------------------------------------- | -------- | --- |
| 두근두근 메모리얼                         | 1994     | PC 엔진 CD, 플레이스테이션, 세가 새턴, 슈퍼 패미컴, 마이크로소프트 윈도우, 게임보이 컬러, 휴대전화, 플레이스테이션 포터블 |
| 두근두근 메모리얼 2                       | 1999     | 플레이스테이션, 휴대 전화                                                                                                 |
| 두근두근 메모리얼 3: 약속의 그 장소에서   | 2001     | 플레이스테이션 2 |
| 두근두근 메모리얼 걸즈 사이드             | 2002     | 플레이스테이션 2, 닌텐도 DS, 닌텐도 DSi                                                                                   |
| 두근두근 메모리얼 온라인                  | 2006     | 마이크로소프트 윈도우 |
| 두근두근 메모리얼 걸즈 사이드: 2nd 키스   | 2006     | 플레이스테이션 2, 닌텐도 DS                                                                                               |
| 두근두근 메모리얼 4                       | 2009     | 플레이스테이션 포터블, 휴대 전화                                                                                          |
| 두근두근 메모리얼 걸즈 사이드: 3rd 스토리 | 2010     | 닌텐도 DS, 플레이스테이션 포터블                                                                                          |
| 두근두근 메모리얼 걸즈 사이드: 4th 하트   | 2021     | 닌텐도 스위치 |

### 외전
| 제목                                                           | 출시연도 | 플랫폼                                                     |
| -------------------------------------------------------------- | -------- | ---------------------------------------------------------- |
| 두근두근 메모리얼 대전 퍼즐구슬                                | 1995     | 아케이드, 마이크로소프트 윈도우, 플레이스테이션, 세가 새턴 |
| 두근두근 메모리얼 프라이빗 컬렉션                              | 1996     | 플레이스테이션                                             |
| 두근두근 메모리얼 가르쳐줘 유어 하트                           | 1997     | 아케이드, IBM PC                                           |
| 도키메키 메모리얼 대전 교환구슬                                | 1997     | 플레이스테이션, 세가 새턴                                  |
| 두근두근 메모리얼 설렉션: 후지사키 시오리                      | 1997     | 플레이스테이션, 세가 새턴                                  |
| 두근두근 메모리얼 드라마 시리즈 Vol. 1: 무지갯빛 청춘          | 1997     | 플레이스테이션, 세가 새턴                                  |
| 두근두근 메모리얼 드라마 시리즈 Vol. 2: 채색의 러브송          | 1998     | 플레이스테이션, 세가 새턴                                  |
| 두근두근의 방과후                                              | 1998     | 플레이스테이션                                             |
| 두근두근 메모리얼 드라마 시리즈 Vol. 3: 여행의 노래            | 1999     | 플레이스테이션, 세가 새턴                                  |
| 두근두근 메모리얼 2 서브스토리즈: 댄싱 서머 베케이션           | 2000     | 플레이스테이션                                             |
| 두근두근 메모리얼 2 대전 퍼즐구슬                              | 2001     | 플레이스테이션                                             |
| 두근두근 메모리얼 2 서브스토리즈 Vol. 2: 리핑 스쿨 페스티벌    | 2001     | 플레이스테이션                                             |
| 두근두근 메모리얼 2 서브스토리즈 Vol. 3: 메모리즈 링잉 온      | 2001     | 플레이스테이션                                             |
| 시오리양                                                       | 2001     | 휴대 전화                                                  |
| 두근두근 메모리얼 2 뮤직 비디오 클립 — 서커스에서 만나요       | 2002     | 플레이스테이션 2                                           |
| 두근두근 메모리얼 타이핑                                       | 2003     | 마이크로소프트 윈도우, 매킨토시                            |
| 두근두근 메모리얼 2 타이핑                                     | 2003     | 마이크로소프트 윈도우                                      |
| 두근두근 2 샷                                                  | 2003     | 휴대 전화                                                  |
| 두근두근 메모리얼 LIVE                                         | 2003     | 휴대 전화                                                  |
| 두근두근 메모리얼 걸즈 사이드 1st Love 타이핑                  | 2004     | 마이크로소프트 윈도우                                      |
| 두근두근 메모리얼 걸즈 사이드 대전 퍼즐구슬                    | 2004     | 휴대 전화                                                  |
| 두근두근 팩토리 Vol.1: 두근두근 메모리얼 걸즈 사이드           | 2005     | 마이크로소프트 윈도우                                      |
| 두근두근 팩토리 Vol.2: 두근두근 메모리얼 걸즈 사이드           | 2005     | 마이크로소프트 윈도우                                      |
| 두근두근 팩토리: 두근두근 메모리얼 2                           | 2006     | 마이크로소프트 윈도우                                      |
| 두근두근 메모리얼 걸즈 사이드 2nd 키스 타이핑                  | 2007     | 마이크로소프트 윈도우                                      |
| 두근두근 메모리얼 OnlyLove ~두근두근의 파트너~                 | 2007     | 휴대 전화                                                  |
| 두근두근 메모리얼 걸즈 사이드 ~Love Stories~                   | 2008     | 휴대 전화                                                  |
| 두근두근 메모리얼 메일 드라마                                  | 2008     | 휴대 전화                                                  |
| iW 두근메모                                                    | 2009     | 휴대 전화                                                  |
| 두근두근 메모리얼 걸즈 사이드 2nd Season Novell Communications | 2009     | 휴대 전화                                                  |
| 두근두근 메모리얼 걸즈 사이드 모바일                           | 2010     | 휴대 전화                                                  |
| 두근두근 메모리얼 4: Communication Comic                       | 2010     | 휴대 전화                                                  |
| 두근두근 메모리얼 4 Chu!                                       | 2010     | 휴대 전화                                                  |
| 두근두근 레스토랑                                              | 2013     | iOS, 안드로이드                                            |
| 두근두근 메모리얼 걸즈 사이드 Battery Widget                   | 2014     | iOS, 안드로이드                                            |
| 두근두근 아이돌                                                | 2018     | iOS, 안드로이드                                            |